# Мика-Маре
Мика-Маре (Великая Ненеска, Нениска Большая) — гора в Украинских Карпатах, в массиве Гуцульские Альпы (часть Мармарошского массива). Расположена на территории Раховского района Закарпатской области, между реками Щаул (с украинской стороны) и Лешец (с румынской стороны). Высота — 1815,5 м.

## Название
Название вершины «Нениска» на местном (гуцульском) наречии Закарпатской области означает: тётка. Румынское название Мика-Маре (рум. Mică Mare) относится сразу к обеим вершинам массива (Нениска Малая и Нениска Большая) и дословно переводится как «Низкий», «Высокий», то есть «Малая» и «Большая».

## География
Высота вершины составляет 1815,5 м. Южные, северные и северо-восточные склоны (поперек основного хребта) крутые, западные и юго-восточные (вдоль хребта) — более пологие. До высоты 1400 м растут хвойные и буковые леса, выше — лежат  Полонины. На склонах горы начинают свой исток множество ручьев, впадающих в реки Щаул и Лешець. Вершина расположена на основном хребте Мармарошского массива, по которому проходит украинско-румынская граница. Южные склоны горы лежат в пределах Румынии.
На запад — юго-запад от вершины, на расстоянии 0,6 км, лежит вершина горы Нениска Малая (1818 м), на восток — юго-восток, в 2 км — гора Стеавул (Щаул) (1752 м). В 5 км к югу — юго-запад, на румынской территории, лежит высочайшая вершина Мармарошского массива — Фаркеу (1961 м).
Гора Нениска Большая расположена в пределах Мармарошского заповедного массива.
Ближайший населенный пункт — село  Богдан лежит в 12 км на северо-запад.